# Celibato
Il celibato, per gli uomini, e il nubilato, per le donne, indicano lo stato civile degli adulti non sposati, detti rispettivamente celibi e nubili. Le parole celibe e nubile hanno come sinonimo rispettivamente scapolo per l'uomo e zitella per la donna, anche se il registro e soprattutto la connotazione sono molto diversi. Si distinguono dalla parola single, che indica di preferenza una persona non impegnata in una relazione sentimentale. La parola incel invece designa i "celibi involontari", ovvero gli uomini che vorrebbero una relazione con una donna ma non riescono ad ottenerla perché vengono rifiutati da quest'ultime.
Per estensione, soprattutto nei contesti connessi con la religione, i due termini indicano non semplicemente la condizione contingente di un individuo, ma l'impegno a vivere senza contrarre matrimonio, tipicamente proprio del clero e, soprattutto in passato, di alcuni organi cavallereschi. Per la Chiesa cattolica e quelle ortodosse, il celibato ecclesiastico è una disciplina richiesta per l'accesso ad alcuni uffici ecclesiastici; esso differisce dal voto di castità, praticato dai religiosi e considerato parte della natura stessa del monachesimo.  In altre religioni, come il buddhismo, il celibato è comunemente praticato come una fase temporanea della vita degli uomini.

## Percezione sociale

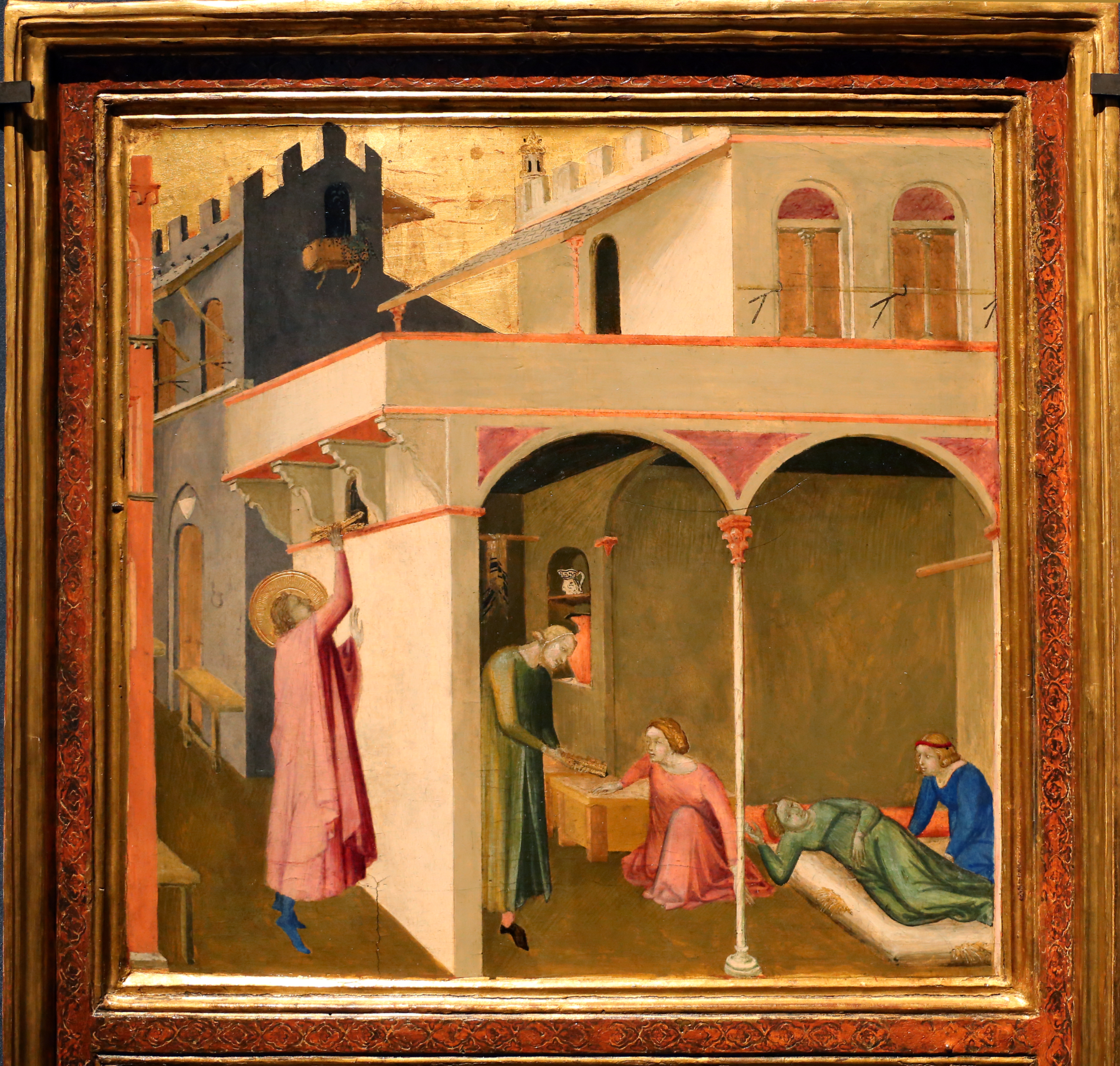
San Nicola dona la dote a tre zitelle troppo povere per potersi sposare, dipinto di Ambrogio Lorenzetti

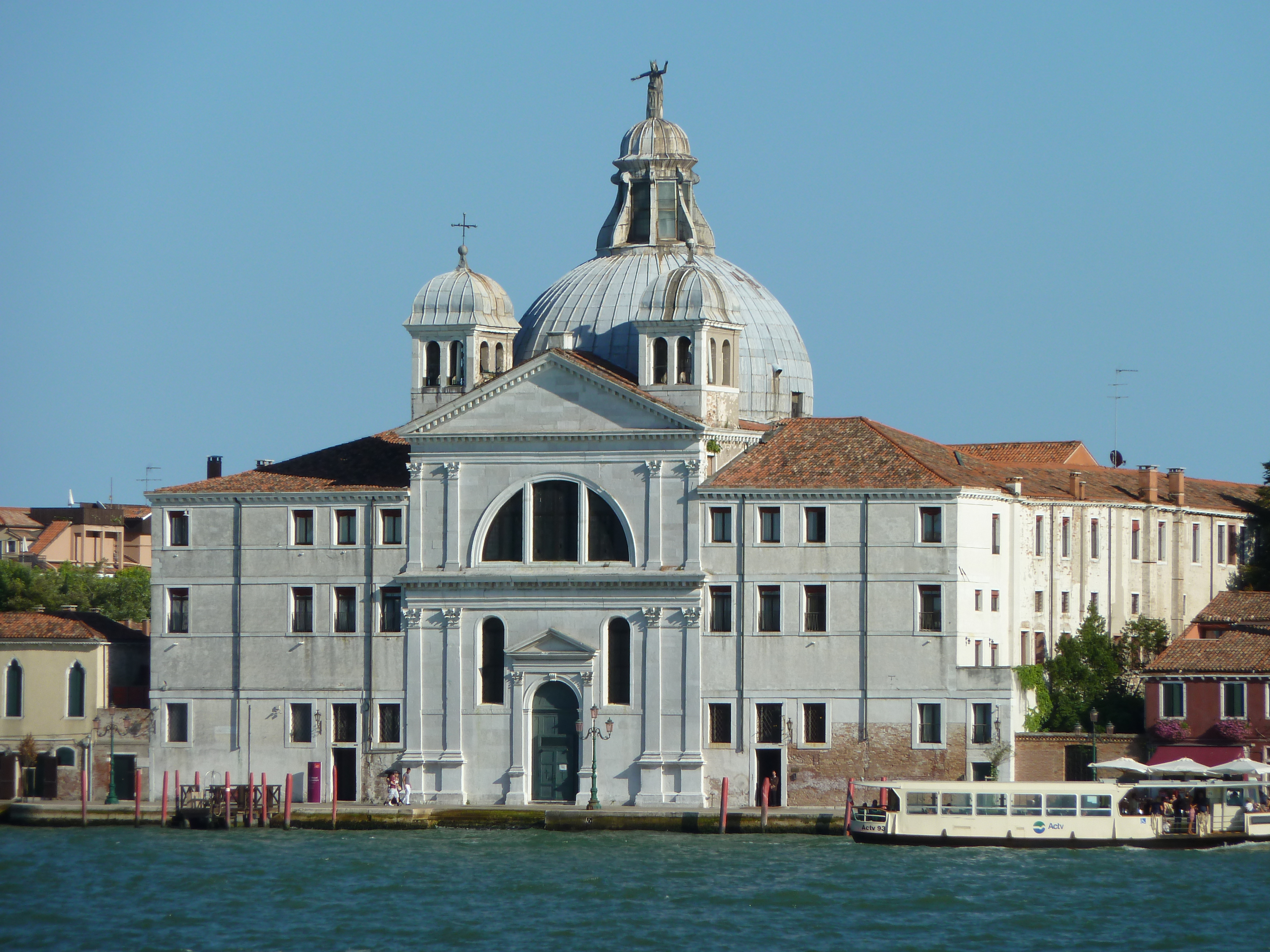
La Chiesa delle Zitelle a Venezia è parte di un complesso creato da Benedetto Palmi per assistere le ragazze in età da marito ("zitelle") troppo povere per avere una dote e per evitare loro di doversi mantenere facendo le prostitute

La percezione sociale delle persone non sposate cambia considerevolmente a seconda della società, dell'epoca e della religione di appartenenza, oltre che dell'età stessa degli individui e del sesso. In molte società, l'esistenza di un'aspettativa sociale nei riguardi del matrimonio si è tradotta in una stigmatizzazione della condizione di celibato e, soprattutto, di nubilato, se non dovuta a motivi religiosi.
Nell'antichità classica, come nell'antica Grecia e antica Roma, non vi era un termine che indicava la donna adulta non sposata. In Grecia le figlie non sposate venivano vendute come schiave.
Nella cultura ebraica, il celibato è considerato in contrasto con l'ingiunzione di essere fecondi e moltiplicarsi (Genesi 2.18 e Isaia 45.18). Secondo Talmud e midrash, l'uomo è esortato a prendere moglie e tramandarsi ai posteri (Yeb. 63b;. Mek, Yitro, 8). "Chi vive senza moglie vive senza gioia e benedizione, senza protezione e senza pace", egli "non è un uomo completo" (Yeb. 62a, 63a), e per questa mancanza deve darne conto al grande giorno del Giudizio Universale (Shab. 31a).
Anche l'islam svaluta il celibato e il nubilato, in quanto non esiste monachesimo.
In Cina le donne adulte non sposate vengono soprannominate "Sheng nü" ("avanzi"). Dalla Cina, il termine si è esteso ad altri paesi asiatici.

### Scapolo
Oltre a celibe in italiano la parola corrente per indicare un uomo non sposato è scapolo. Il registro e la connotazione sono neutri. La locuzione scapolo d'oro indica un uomo non sposato ma molto ambito dalle donne.

### Zitella
Oltre a nubile la parola zitella indica la donna adulta non sposata e non appartenente a ordini o congregazioni religiose, come le monache o le suore. Essa trova corrispondenza, per gli uomini, nel termine meno comune zitellone. La parola è di registro più basso di scapolo ed è connotata negativamente come spregiativa.
Nell'antichità classica, come nell'antica Grecia e antica Roma, non vi era un termine che indicava la donna adulta non sposata. In Grecia le figlie non sposate venivano vendute come schiave.
Storicamente la parola "zitella" è un vezzeggiativo da zita, cioè "fanciulla", "ragazza in età da marito" ed è poi passata a indicare la donna che rimane da sposare (cfr. in francese vieille fille, cioè "vecchia ragazza").
Talvolta, la condizione di "zitellaggio" era per alcune donne la conseguenza della mancanza di una dote, che le rendeva poco desiderabili a scopo matrimoniale.
Generalmente l'impiego di "zitella" allude a qualità negative, tanto di tipo fisico (non avvenenza) quanto di tipo comportamentale (intrattabilità).
Ohi, ohi, ohi continua così che resti zitella»
(Flaminio Maphia)

### Tassa sul celibato nell'Italia fascista
Talvolta la marginalizzazione di celibi e nubili ha trovato riflesso in iniziative legislative: ad esempio, nell'Italia fascista, la politica di incentivo alla natalità scaturì, nel 1926, nell'emanazione di una tassa sul celibato, di entità progressiva.

### Single
In anni più recenti, l'affievolimento - specie nelle società occidentali - delle aspettative connesse con la coniugalità e la diffusione di rapporti di coppia anche al di fuori dell'istituto del matrimonio ha contribuito a smorzare la percezione negativa verso gli adulti non sposati.
La parola single riflette questo nuovo orientamento. Il/la single (lett. "singolo") è un particolare status di una persona non impegnata in nessuna relazione stabile di tipo sentimentale o personale, quali dating a lungo termine, fidanzamento o matrimonio, e che vive da sola, nella maggior parte della casistica per libera scelta.. La parola single si distingue da celibe o nubile perché indica la situazione sentimentale e non lo stato civile. La categoria sociale dei single è molto ricercata dalla pubblicità, in quanto si ritiene che una persona senza legami sentimentali sia più portata a spendere per se stessa.

### Incel
Un incel (parola macedonia dall'inglese involuntary celibate, "celibe involontario") è un membro di una subcultura online costituita da individui che pensano di essere soli in quanto "non attraenti" per l'altro sesso, secondo alcuni criteri a loro dire oggettivi e indipendenti dalla loro volontà: Look Status and Money, cioè bellezza estetica, status e ricchezza economica. La particolarità degli incel è che rivendicano il "diritto" di avere una partner e considerano che il femminismo ha negato loro questo diritto.

## Il celibato nel clero cristiano

### Chiesa cattolica e Chiese ortodosse
Nella Chiesa cattolica vi è varietà di disciplina a seconda della tradizione propria di ogni singola Chiesa particolare. Nella Chiesa latina, agli ordini non sono di regola ammessi uomini sposati, a meno di avere almeno 35 anni di età e di essere destinati unicamente al diaconato permanente, senza procedere all'ordinazione sacerdotale. Talvolta vengono fatte eccezioni nel caso di ministri sposati di Chiese protestanti che, diventati cattolici, vengono ordinati nella Chiesa cattolica. Questa disciplina è espressa chiaramente nel diritto canonico a partire dal 1917.. Le eccezioni riguardanti i diaconi permanenti e gli ex ministri protestanti datano rispettivamente dal 1967 e dal 1951.
Prima e (secondo dichiarazioni del IV secolo) a partire dai tempi degli apostoli, potevano essere vescovi, presbiteri e diaconi anche uomini sposati, ai quali però si richiedeva l'astinenza dai rapporti coniugali con le mogli.
Sposarsi dopo essere ordinato chierico era considerato illecito, ma valido fino al 1139, quando il Concilio Lateranense II dichiarò tali matrimoni nulli. Continuavano, anche se con minore favore, le ordinazioni di uomini sposati, dato che papa Giovanni XXII, nel 1322, insisteva che non si deve ordinare al sacerdozio un uomo sposato senza il consenso della moglie (ovviamente coinvolta nella proibizione di rapporti coniugali). Il Concilio di Trento, pur ribadendo la nullità di matrimoni dopo l'ordinazione, non proibì assolutamente l'ordinazione di uomini già sposati, ma al decretare l'istituzione dappertutto di seminari per la formazione di candidati celibi agli ordini sacri rese non più necessario ricorrere a candidati sposati, che sarebbero poi obbligati ad astenersi da rapporti coniugali con le proprie spose, inaugurando una situazione in cui il Codice di Diritto Canonico del 1917, nell'escludere gli uomini sposati dall'ordinazione, non fece altro che registrare un uso già invalso.
Nelle Chiese cattoliche orientali (per esempio nelle Chiese greco cattoliche, presenti soprattutto in Europa danubiana ma anche in Italia), i presbiteri e i diaconi possono essere scelti fra uomini non celibi. In altre (come nella Chiesa cattolica siro-malabarese e nella Chiesa cattolica siro-malankarese, presenti soprattutto in India), il presbiterato e il diaconato sono riservati ai non sposati (celibi o vedovi). I vescovi, in tutte le Chiese cattoliche, sia latina che orientali, sono scelti solo fra i non sposati.
Nelle Chiese dell'est dell'Eurasia (Europa orientale e Asia), di tradizione bizantina, sia ortodosse che cattoliche, il celibato non è richiesto per i normali sacerdoti, lo è per i monaci, siano essi chierici o laici, e per i vescovi, per cui questi generalmente sono scelti fra i monaci. In alcuni casi il marito può entrare in un monastero maschile se anche la moglie entra in un monastero femminile.

### Il celibato laico nel cattolicesimo
Per la Chiesa cattolica il celibato è una condizione di vita non riservata ai soli sacerdoti. È essenziale per i membri degli istituti religiosi per uomini e donne e degli altri istituti di vita consacrata, ma è aperta anche ad altri membri laicato. L'esortazione apostolica "Christifideles laici" di Giovanni Paolo II afferma espressamente (n.15) che i fedeli laici sono chiamati a santificare se stessi nel matrimonio o nella vita celibe.. Normalmente il celibato cristiano viene spiegato attraverso il paradigma della sponsalità: essere come Cristo, Sposo della Chiesa; o essere come la Chiesa, Sposa di Cristo. Mauro Leonardi, per il celibato dei laici, propone in Come Gesù di affiancare a quella tradizionale una seconda chiave interpretativa, quella dell'amicizia.

### Chiese protestanti
La Chiesa anglicana e le Chiese protestanti non chiedono il celibato ai loro ministri del culto. Alcune incoraggiano il matrimonio dei ministri.